# Trioceros camerunensis
Trioceros camerunensis är en ödleart som beskrevs av  Müller 1909. Trioceros camerunensis ingår i släktet Trioceros och familjen kameleonter. Inga underarter finns listade i Catalogue of Life.
Denna kameleont förekommer endemisk i västra Kamerun. Den lever i låglandet och i kulliga regioner upp till 700 meter över havet. Habitatet utgörs av regnskogar. Honor lägger ägg.
Delar av skogen omvandlas till odlingsmark och andra landskap. Populationens storlek är okänd men den antas vara stor. IUCN listar arten som livskraftig (LC).